# Rousettus leschenaultii
Rousettus leschenaultii är en däggdjursart som först beskrevs av Anselme Gaëtan Desmarest 1820.  Rousettus leschenaultii ingår i släktet Rousettus, och familjen flyghundar.
Inga underarter finns listade i Catalogue of Life. Wilson & Reeder (2005) skiljer mellan tre underarter.
Arten når en kroppslängd (huvud och bål) av 95 till 120 mm, en svanslängd av 10 till 18 mm och en vikt av 45 till 106 g. Den har 75 till 85 mm långa underarmar, 18 till 24 mm långa öron och 19 till 24 mm långa bakfötter. Honor är allmänt lättare än hannar. På ovansidan förekommer kort gråbrun till ljusbrun päls och undersidans päls är ljusare brun. Ännu blekare och längre hår finns på hakan och på djurets nacke. Enligt gamla avhandlingar har arten en brun flygmembran med vita punkter som bilder rader. På varje sida i överkäken förekommer 4 framtänder, en hörntand och 4 kindtänder. Djuret har ytterligare en kindtand per sida i underkäken.
Denna flyghund förekommer från östra Pakistan till sydöstra Kina och söderut till Sumatra, Java och Bali. Arten vistas i låglandet och i bergstrakter upp till 1150 meter över havet. Habitatet varierar mellan tropiska skogar och stadsparker. Individerna vilar i grottor, redskapsbyggnader, gruvor eller liknande gömställen. Vid viloplatsen bildas ibland kolonier med några tusen medlemmar. Födan utgörs av frukter och blommor. Honor kan para sig två gånger per år och per kull föds allmänt en unge. Som andra släktmedlemmar, men i motsats till de flesta andra flyghundar, använder Rousettus leschenaultii ekolokalisering under flyget.
I några delar av utbredningsområdet betraktas flyghunden som skadedjur på odlade växter och den dödas där med gift. Olika kroppsdelar används i den traditionella kinesiska medicinen. Hela beståndet är däremot ganska stor. IUCN listar Rousettus leschenaultii som nära hotad (NT).